# ریون تاکی
ریون تاکی (انگلیسی: Rion Taki؛ زادهٔ ۶ ژوئن ۱۹۹۲) بازیکن فوتبال اهل ژاپن است.